# Струнга (комуна)
Струнга (рум. Strunga) — комуна у повіті Ясси в Румунії. До складу комуни входять такі села (дані про населення за 2002 рік):
- Бретулешть (533 особи)
- Гура-Веїй (87 осіб)
- Крівешть (287 осіб)
- Кукова (174 особи)
- Струнга (661 особа)
- Феделешень (362 особи)
- Феркешень (1949 осіб)
- Хебешешть (417 осіб)

Комуна розташована на відстані 310 км на північ від Бухареста, 48 км на захід від Ясс.

## Населення
За даними перепису населення 2002 року у комуні проживали 4470 осіб, усі — румуни. Усі жителі комуни рідною мовою назвали румунську.
Склад населення комуни за віросповіданням:
| Релігія       | Кількість осіб | Відсоток |
| ------------- | -------------- | -------- |
| православні   | 2474           | 55,3%    |
| римо-католики | 1960           | 43,8%    |
| адвентисти    | 27             | 0,6%     |
| п'ятдесятники | 8              | 0,2%     |
| бретрени      | 1              | < 0,1%   |